# Shimotsuke

Shimotsuke (下野市 Shimotsuke-shi?) este un municipiu din Japonia, prefectura Tochigi.